# Tamara Siuda
Tamara Logan Siuda (* 1970) je zakladatelka a hlavní představitelka americké kemetistické organizace Kemetic Orthodoxy. V jejím rámci je pokládána za 196. faraona: je titulována titulem nisut (tj. „král“, odvozený od titulu nisut-bitej jako součásti egyptské královské titulatury), užívá z egyptštiny odvozené jméno Hekatawy I. (podle pravidel anglické transkripce hieroglyfů) zapsané v serechu, jednu kartuši a členy je označována jako Her Holiness („Její Svatost“).